# Причорноморська западина
Причорноморська западина — тектонічна западина на півдні Східноєвропейської платформи і на півночі межує з Українським щитом по виходах кристалічних порід на денну поверхню або під четвертинні відклади. На півдні межа регіону іде під рівень Чорного та Азовського морів, а в Криму — проходить по виходах відкладів палеогену.

## Географічна структура
У зазначених межах Причорноморська западина є платформовою структурою, кристалічний фундамент якої занурений на різну, загалом значну, глибину. Поверхня його похила з півночі на південь, від Українського щита в бік Чорного моря. Певний генетичний зв'язок з структурою западини мають рельєф, склад, розміщення і тектоніка осадових товщ, що виповнюють її. Різниця висот у межах Причорноморської низини не перевищує 100 м. На південному заході на територію западини виходить Дунай, який в нижній течії поділяється на гирла. Ліві нижні притоки Дунаю розливаються великими озерами-лиманами.
Далі на схід Причорноморську низину перетинає Дністер, який тут має широку долину з добре виявленими терасами. Особливо значні розміри дає так звана тираспольська тераса, складена галечниками, і ряд гіпсометрично нижчих, молодших терас. Глибокі балки зустрічаються рідко. Їх розділяють широкі вододіли. Головні долини дуже широкі, мають високі праві, західні береги. Східні береги нижчі, терасовані. Круті береги розчленовані неглибокими ярами і, місцями, ускладнені зсувами. Переважна більшість долин у своїй нижній частині містить великі солоні озера-лимани. Частина лиманів — Хаджибейський, Куяльницький, М.-Аджалицький, В.-Аджалицький, Тилігульський — відмежована від моря пересипами. Деякі лимани, як Березанський, з'єднані з морем протокою.
Подібні морфологічні риси Причорномор'я витримуються також у нижній течії Південного Бугу. Тут Дніпровсько-Бузький лиман широкий і має круті береги, вздовж яких простягається ряд терас із четвертинних відкладів. Верхні яруси їх ускладнені структурними терасами, розміщення яких пов'язане з відслоненнями верств міцніших порід неогенового віку. Структурні тераси особливо численні на берегах Інгулу, Інгульця та їх приток.
Рельєф Причорноморської низини дещо змінюється на схід від долини Дніпра. Характерну особливість цієї частини Причорномор'я становить степова рівнина, підняття і пониження поверхні якої майже не помітні. В незайманому вигляді південний степ охороняється в ряді степових заповідників. Великий район на лівобережжі нижньої Наддніпрянщини вище Каховки характеризується поширенням летучих пісків. Зосереджені вони в межах другої тераси Дніпра і мають вигляд окремих локальних ділянок. Поклади пісків відзначаються великою різноманітністю еолово-акумуляційних та деструктивних форм і своєрідною рослинністю.
У південній частині, прилеглій до Перекопу, Причорноморська низина має цілком плоску поверхню. Там розміщений найбільший на території України безстічний район. Нерівності поверхні створюють де-не-де розмішені степові блюдця.
Ближче до Азовського моря розчленованість поверхні низини зростає. Невеликі степові річки течуть у широких долинах. У пониззях річки сильно розливаються і часом утворюють обширні лимани.
Західне й північно-західне Приазов'я характеризується загальним зниженням поверхні і значною розсіченістю берегів. Величезний район Сивашів утворює величезну кількість заток, проток, островів, які створюють своєрідні і неповторні краєвиди. Систему Сивашів від Азовського моря відокремлює вузька Арабатська стрілка.
Східну частину Причорноморської низини від Приазов'я відмежовує широка долина р. Молочної і Молочний лиман. У долині Молочної і на берегах лиману добре розвинуті тераси. Серед них виділяється евксинська, або каспійська, тераса, що заходить у долину Молочної з узбережжя Азовського моря. На схід від долини Молочної характер приазовської частини низини змінюється. Вона з півдня обходить Приазовську височину і займає вузьку смугу вздовж узбережжя Азовського моря. На всьому її протязі межа Приазовської височини і узбережної низини яскраво виступає в рельєфі. Уступ набагато перевищує рівень низини. Він виположений, вкритий потужним плащем з делювіальних лесових суглинків і місцями розчленований балками, ярами.
У приазовській частині Причорноморської низини великих річок немає. В її межах протікають лише невеликі річки, що беруть початок на Приазовській височині та на Донецькому кряжі. Річки течуть у дуже широких долинах, дном яких вони виписують круті меандри. У долинах річок добре виявлені три, включаючи заплаву, тераси. Верхня тераса відповідає рівню евксинської тераси, решта — нижчі.
Причорноморська низина на всьому протязі від Дунаю до Дону уривається до моря високими уступами. Море інтенсивно розмиває свої береги, активно просуваючись в бік суші. Руйнуванню берегів сприяють численні зсуви. У фізико-географічних особливостях узбережжя моря на схід від долини Дніпра значне місце займають коси. Вони мають вигляд вузьких піщаних насипів, що дуже далеко виступають у море. Усі коси Азовського моря, починаючи з Бердянської, мають серпоподібну форму. Звуженими і загостреними кінцями вони повернуті на захід, де розташовуються округлі затоки моря.
Поверхня рівнинного Криму здіймається над рівнем моря на 20-50 м. У цілому поверхня регіону похила з півночі на південь, від Українського щита у бік Чорного моря. Регіон знаходиться у степовій зоні.

## Клімат
Клімат регіону континентальний, середньорічні температури становлять +7,5-11,50С. Середня кількість опадів — 300—451мм/рік.

## Гідрографічна сітка
Гідрографічна сітка представлена такими річками як Дунай, Дніпро, Південний Буг, Дністер, Молочна та ін. Головні долини дуже широкі, мають високі праві, західні береги, і низькі, терасовані ліві береги Круті береги розчленовані неглибокими ярами і, місцями, ускладнені зсувами Переважна більшість долин у своїй нижній частині мають великі солоні озера — лимани. Причорноморська низовина на всьому протязі від Дунаю до Дону обривається до моря високими урвищами, де спостерігається інтенсивний розмив берега, численні зсуви.

## Геологічна структура
У структурному відношенні Причорноморська западина є порівняно молодою накладеною структурою. Докембрійський осадово-метаморфічний комплекс є фундаментом западини — заглибленим продовженням Українського щита. Кристалічні породи залягають на значних глибинах: біля Перекопу — понад 2000 м, біля Одеси — 1600 м. Осади, що виповнюють западину, лежать на різнорідних та різновікових структурних елементах: докембрійських і епігерцинських блоках Східно — Європейської платформи, які розділяються смугою грабено-подібних депресій, де складчастий фундамент опущений до глибини 10000 м.
З порід корінної основи найбільший інтерес представляють відклади неогенового віку, оскільки древніші утворення (кимерійського-альпійського структурного поверху) залягають на глибинах більше 100 м і в інженерно-геологічному відношенні вивчені не достатньо.
Неогенові відклади представлені теригенно-карбонатною формацією міоцену- раннього пліоцену. У літологічному відношенні — це глини, піски та пісковики з проверстками мергелів та вапняків. У верхній частині розрізу (меотичний та понтичний яруси) переважають карбонатні породи — вапняки та мергелі. Потужність відкладів формації становить 2000—2500 м, збільшуючись на південному сході.
Поверхневі відклади представлені піщано-глинистими, вапняковистими утвореннями кимерій-куяльницького ярусів, серед яких переважають глини, а також залізисті піски та пісковики, що на півдні переходять в оолітові бурі залізняки (до 120 м потужністю на Керченському півострові). На територіях межиріч поширені червоно-бурі (скіфські) глини пізнього пліоцену — раннього плейстоцену потужністю від 5-10 до 60м (в Альмійській долині).
Річкові долини Дніпра, Дунаю, Дністру, Південного Бугу заповнені алювіальними відкладами, що складають тераси пліоценового віку і представлені пісками, суглинками інколи гальками, потужність до 20 м. Повсюдно ці алювіальні відклади перекриваються червоно-бурими глинами та лесовими суглинками (починаючи з другої надзаплавної тераси).
Четвертинні алювіальні відклади, що складають надзаплавні тераси, представлені пісками різнозернястими з прошарками супісків та суглинків, заплавні — суглинками, супісками, глинами та пісками дрібнозернистими та глинистими.
Старична фація зустрічається рідко і представлена суглинисто-глинистими утвореннями з мулами та органікою, в складі алювію кримських річок відносно велика кількість гравійного та валунного матеріалу. Потужність алювіальних відкладів становить до 50 — 60 м. Найпоширеніші серед четвертинних відкладів в межах регіону лесові породи, формування яких проходило протягом всього плейстоцену. Відсутні вони тільки в ярах та балках, на заплавних та перших надзаплавних терасах річкових долин, а також на денудаційних підвищеннях Тарханкуту. Потужність лесового покрову становить, як правило, 20-25 м, збільшуючись до 35-45 на міоценових річкових терасах. Леси мають виразну або приховану верствуватість. Для них характерна значна кількість конкрецій гіпсу та карбонатів. Особливості лесів змінюються у межах подів, де вони набувають зеленуватого забарвлення, виразнішою стає верствуватість. Органічних решток в лесах зустрічається мало. У викопних ґрунтах зустрічається гумус, до 0,6-1,2 %. Більшість лесів і лесовидних суглинків Причорномор'я мають просадочні властивості. Потужність просадочної товщі в межах регіону становить від 5-6 до 9-12 м, величина просадки змінюється від 15 до 100 см і більше.
До поверхневих відкладів також відносяться морські та лиманно-морські відклади морських терас, пляжів, кос, представлених кварцовими пісками та ракушняковим детритом, суглинками, глинами та мулами, потужність їх становить від 2 до 40 м.
Різноманітність літологічного складу осадової товщі обумовлює складні гідрогеологічні умови регіону. В четвертинних та неогенових відкладах виділяється значна кількість водоносних горизонтів. Ґрунтові води залягають на глибинах від 1 до 20 м. Хімічний склад та мінералізація закономірно змінюється з північного заходу на південь від прісних до солоних, від гідрокарбонатних до сульфатно-хлоридних та хлоридно-натрійових, що визначається не тільки зміною потужності зони інтенсивного водообміну, а і ступеню розчленованості рельєфу.
У Присивашші води залягають на глибинах 0,5-5 м і мають мінералізацію 25-90 г/л. В долинах річок закономірність зміни хімічного складу також порушується. Значний вплив на зміну режиму підземних вод має будівництво водосховищ та меліоративних систем.
Із фізико-геологічних явищ та процесів характерними є:
- зсувні явища- найпоширеніші на берегах морів, ширина зсувів до 200 м з амплітудою до 17 м. Головними факторами є абразія, ерозія та особливості геологічної будови, а саме- глинястість пліоцен-четвертинних відкладів.
- ерозійні процеси (площинних змив, струменева ерозія)- поширені повсюдно та найбільше- на північному заході, де глибина врізу річкової сітки досягає 120—140 м, а горизонтальне розчленування −1,2-1,5 км/км².
- процеси карстоутворення розвинуті у товщі неогенових кавернозно-шаруватих вапняків північного Причорномор'я (Каховське водосховище, Побужжя, Тарханкутське підняття), розвинутий переважно глибинний карст.
- абразійні процеси — розвинуті на берегах Чорного і Азовського морів та на ділянках водосховища. Розвитку цих процесів сприяє геологічна будова берегів — вони складені глинистими лесовидними породами, що легко розмиваються. Процеси абразії, як правило, підсилюються зсувною діяльністю
- просадові явища — степові блюдця, поди — пов'язані з широким розповсюдженням в регіоні лесових порід.

Для об'єктивної оцінки інженерно-геологічних умов багатьох ділянок Причорноморського регіону необхідно враховувати великий вплив і антропогенного фактору — тих численних процесів і явищ, причиною виникнення і розвитку яких є наша інженерно-господарська діяльність. У зв'язку з широким будівництвом меліоративних систем, водосховищ, просадові процеси і явища набули колосальних розмірів; зросла інтенсивність ерозійних процесів, процесів карстоутворення. Будівництво на берегах морів викликає досить значні зміни гідрологічного режиму у береговій зоні, що призводить до інтенсифікації абразійних процесів, зсувних і т.ін. На багатьох ділянках спостерігається підйом рівнів ґрунтових вод і формування «техногенних» водоносних горизонтів (район Одеси), що зумовлює активний розвиток просадових явищ на досить безпечних ділянках.